# Monophyllaea tetrasepala
Monophyllaea tetrasepala är en tvåhjärtbladig växtart som beskrevs av Brian Laurence Burtt. Monophyllaea tetrasepala ingår i släktet Monophyllaea och familjen Gesneriaceae. Inga underarter finns listade i Catalogue of Life.